# Seminario Teológico de Princeton
El Seminario Teológico de Princeton (en inglés: Princeton Theological Seminary ; PTS) es una escuela privada de teología presbiteriana en Princeton, Nueva Jersey. Fundado en 1812 bajo los auspicios de Archibald Alexander, la Asamblea General de la Iglesia Presbiteriana y el Colegio de Nueva Jersey (ahora Universidad de Princeton), es el segundo seminario más antiguo de los Estados Unidos. También es el más grande de diez seminarios asociados con la Iglesia Presbiteriana.
El Seminario de Princeton ha influido durante mucho tiempo en los estudios teológicos, con muchos destacados eruditos bíblicos, teólogos y clérigos entre su facultad y exalumnos. Además, opera una de las bibliotecas teológicas más grandes del mundo y mantiene una serie de colecciones especiales, incluida la Colección de Investigación Karl Barth en el Centro de Estudios Barth. El seminario también administra una dotación de $ 986 millones, lo que la convierte en la tercera institución de educación superior más rica del estado de Nueva Jersey, después de la Universidad de Princeton y la Universidad de Rutgers.
Hoy, el Seminario Princeton inscribe aproximadamente a 500 estudiantes. Si bien alrededor del 40% de ellos son candidatos para el ministerio específicamente en la Iglesia presbiteriana, la mayoría está completando dicha candidatura en otras denominaciones, persiguiendo carreras académicas en varias disciplinas diferentes o recibiendo capacitación para otros campos no teológicos por completo.
Los seminaristas tienen reciprocidad académica con la Universidad de Princeton, así como con el Westminster Choir College of Rider University, el New Brunswick Theological Seminary, el Jewish Theological Seminary y la School of Social Work de la Rutgers University. La institución también tiene una relación continua con el Centro de Investigación Teológica.

## Historia

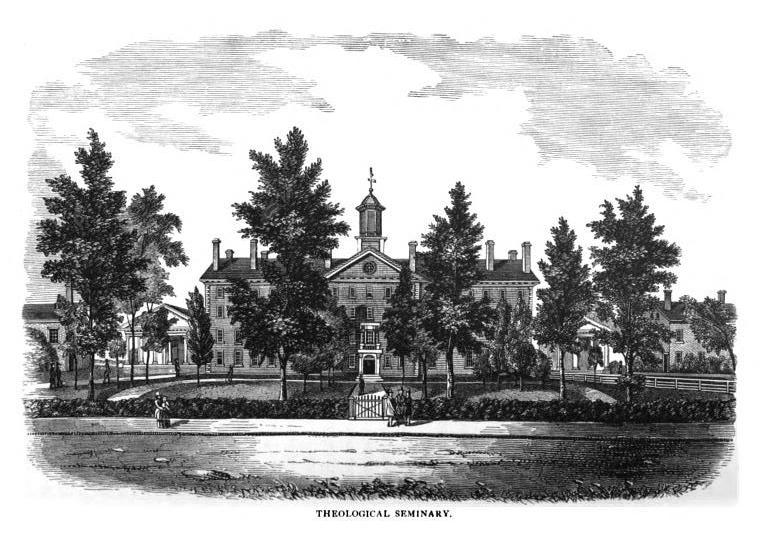
Seminario de Princeton en los 1800s

El plan para establecer un seminario teológico en Princeton tenía el interés de avanzar y extender el plan de estudios teológico. La intención educativa era ir más allá del curso de artes liberales estableciendo una escuela profesional de posgrado en teología. El plan recibió una aprobación entusiasta por parte de las autoridades del Colegio de Nueva Jersey, que luego se convertiría en la Universidad de Princeton, ya que venían a ver que la capacitación especializada en teología requería más atención de la que podían brindar. La Asamblea General de la Iglesia Presbiteriana estableció el Seminario Teológico en Princeton, Nueva Jersey en 1812, con el apoyo de los directores del cercano Colegio de Nueva Jersey (ahora Universidad de Princeton), como la segunda escuela teológica de posgrado en los Estados Unidos. El Seminario sigue siendo una institución de la Iglesia Presbiteriana (EE. UU.), siendo el mayor de los diez seminarios teológicos afiliados a la denominación de 1.6 millones de miembros.
En 1812, el seminario inició con tres estudiantes y Archibald Alexander como su primer profesor. Para 1815, el número de estudiantes había aumentado gradualmente y el trabajo comenzó en un edificio: Alexander Hall fue diseñado por John McComb Jr., un arquitecto de Nueva York, y se inauguró en 1817. La cúpula original se agregó en 1827, pero se quemó en 1913 y fue reemplazada en 1926. El edificio se llamó simplemente "Seminario" hasta 1893, cuando se llamó oficialmente Alexander Hall. Desde su fundación, el Seminario Princeton ha graduado aproximadamente a 14,000 hombres y mujeres que han servido a la iglesia en muchas capacidades, desde el ministerio pastoral y la atención pastoral hasta el trabajo misionero, la educación cristiana y el liderazgo en la academia y los negocios.
El seminario se hizo famoso durante los siglos XIX y principios del XX por su defensa del presbiterianismo calvinista, una tradición que se conoció como Princeton Theology y que influyó mucho en el evangelicalismo durante el período. Algunas de las figuras de la institución activas en este movimiento incluyeron a Charles Hodge, B.B. Warfield, J. Gresham Machen y Geerhardus Vos. En respuesta a la creciente influencia del liberalismo teológico en la década de 1920 y la Controversia fundamentalista-modernista en la institución, varios teólogos se fueron para formar el Seminario Teológico de Westminster bajo el liderazgo de J. Gresham Machen.
La universidad fue más tarde el centro de la controversia fundamentalista-modernista de los años veinte y treinta. En 1929, el seminario se reorganizó siguiendo líneas modernistas, y en respuesta, Machen, junto con tres de sus colegas: Oswald T. Allis, Robert Dick Wilson y Cornelius Van Til, renunciaron, y Machen, Allis y Wilson fundaron el Seminario Teológico de Westminster en Glenside, Pensilvania. En 1958, Princeton se convirtió en un seminario de la Iglesia Presbiteriana Unida en los Estados Unidos, luego de una fusión entre la Iglesia Presbiteriana en los Estados Unidos y la Iglesia Presbiteriana Unida de América del Norte, y en 1983, se convirtió en un seminario de la Iglesia Presbiteriana (Estados Unidos) después de la fusión entre la UPCUSA y la Iglesia Presbiteriana en los Estados Unidos
En 2019, el Seminario anunció que gastaría $ 27 millones en "becas y otras iniciativas para abordar sus lazos históricos con la esclavitud".

## Aspectos académicos
El Seminario Teológico de Princeton ha sido acreditado por la Comisión de Acreditación de la Asociación de Escuelas Teológicas (ATS) desde 1938 y por la Comisión de Educación Superior de los Estados Intermedios desde 1968.

### Programas de grado
- Magíster de la Divinidad (MDiv)
- Magíster de Artes (MA)
- Maestría de Artes en Estudios Teológicos (MATS)
- Magíster de Teología (ThM)
- Doctor de Filosofía (PhD), aunque el Doctor de Teología fue previamente galardonado
- Doble MDiv/MA en Educación Cristiana con enfoque en Jóvenes y Adultos Jóvenes, Ministerio de Enseñanza o Desarrollo Espiritual
- Doble MDiv/MSW en asociación con la Escuela de Trabajo Social Rutgers